# 永坂吏羅
永坂 吏羅（ながさか りら、1998年12月8日 - ）は、日本のキックボクサー。宮崎県都城市出身。K-1 GYM SAGAMI-ONO KREST所属。スーパーフェザー級（-60kg）で活躍し、2025年にレオナ・ペタス率いる反体制ユニット「RibelLion（リベリオン）」に加入したことで注目を集めた。過激な言動とSNSでの存在感、そして体制批判を恐れずに発信する姿勢により、K-1内部からの改革を掲げる象徴的存在とされる。

## 来歴

### デビューと実績
永坂はK-1の伝統的名門ジム「KREST」で育ち、2018年にプロデビュー。テコンドー仕込みの蹴り技とスピードを武器にKO勝利を重ね、個性的なファイターとして頭角を現す。空手・テコンドーでの実績も豊富で、全日本テコンドー選手権大会2連覇（MVP）、全九州選手権7回優勝などがある。
2023年にはKrushで復調し、2024年にはK-1 WORLD MAXへの参戦を果たす。2025年には反体制運動「RibelLion」に電撃加入し、その名を広く知られるようになった。

## RibelLion加入[2]
2025年3月14日、レオナ・ペタスが主宰する記者会見に登場し、「RibelLion」への参加を表明。K-1選手・大久保琉唯を強く批判し、5月の横浜大会での対戦を要求。記者会見では以下のような発言を残し、物議を醸した。
「甘いものばっか食ってるお前に、パンチ見舞ってK-POPに行かせてやるよ」
さらに「マンボウメンタル」や「DV気質」といった過激な表現で相手を揶揄した。

## 人物
永坂は「外に出るより中から変える」を重視し、次のように語っている。
```
「格闘技というのは、反感や批判に晒されても、なお戦い続ける者だけが残る世界だ」
```

K-1の会見にありがちな形式的発言に異を唱え、個性の発信と経営視点からの改善提案を重視する姿勢を見せる。
入場曲は「Ante Up Remix」by M.O.P. ft. Busta Rhymes, Teflon, Remy Martin。

## SNS活動と話題性[4]
X（旧Twitter）を中心に発信を行い、「俺の主戦場はXだ」と宣言。レオナ・ペタス、平本蓮、皇治、ブレイキングダウン勢とのレスバトルで注目される。また、「敗者髪切り＆刺青マッチ」や「格闘家はユニクロを着るべき」などの独自提言でも話題を呼ぶ。

## 戦績

### 試合結果
| キックボクシング 戦績 | キックボクシング 戦績 | キックボクシング 戦績 | キックボクシング 戦績 | キックボクシング 戦績 | キックボクシング 戦績 | キックボクシング 戦績 |
| --------------------- | --------------------- | --------------------- | --------------------- | --------------------- | --------------------- | --------------------- |
| 13 試合               | (T)KO                 | 判定                  | その他                | 引き分け              | 無効試合              |                       |
| 7 勝                  | 7                     | 1                     | 0                     | 1                     | 0                     |                       |
| 6 敗                  | 1                     | 4                     | 1                     | 1                     | 0                     |                       |

| 勝敗 | 対戦相手   | 試合結果                          | 大会名                                                                                 | 開催年月日          |
| ×    | 大久保琉唯 | 不戦敗 (永坂の計量オーバー)       | K-1 BEYOND                                                                             | 2025年6月31日       |
| ×    | 石田龍大   | 3R終了 判定0-2                    | K-1 WORLD MAX 2025                                                                     | 2025年2月9日        |
| ○    | 池田幸司   | 1R 2:22 TKO (2ダウン: パンチ連打) | K-1 WORLD MAX 2024                                                                     | 2024年9月29日       |
| ×    | 璃明武     | 3R終了 判定0-3                    | AZABU PRESENTS Krush.151 【Krushスーパーバンタム級タイトルマッチ】                     | 2023年7月22日       |
| ○    | 内田晶     | 3R 2:57 TKO (2ダウン: 左フック)   | Krush.139                                                                              | 2022年7月30日       |
| ○    | 吉岡ビギン | 2R 1:13 TKO (左ストレート)        | Krush.137                                                                              | 2022年5月21日       |
| ○    | 三井大揮   | KO                                | Krush.130                                                                              | 2021年10月31日      |
| ○    | 紫苑       | KO                                | ECO信頼サービス株式会社 PRESENTS K-1 WORLD GP 2021 JAPAN 〜K-1ライト級タイトルマッチ〜 | 2021年7月17日（土） |
| ×    | 小倉尚也   | KO                                | Krush.117                                                                              | 2020年9月26日       |
| ○    | “狂拳”迅   | 1R 1:03 KO (左ハイキック)         | K-1 WORLD GP 2020 JAPAN 〜K’FESTA.3〜                                                  | 2020年3月22日       |
| △    | 内田晶     | 判定                              | Krush.104                                                                              | 2019年8月31日       |
| ×    | 璃明武     | 判定                              | K-1 WORLD GP 2019 JAPAN 〜K’FESTA.2〜                                                  | 2019年3月10日       |
| ○    | 皓太       | KO                                | KHAOS.7                                                                                | 2018年11月17日      |

### エキシビションキックボクシング[5]
| 勝敗 | 対戦相手 | 試合結果           | 大会名    | 開催年月日           |
| △    | 大岩龍矢 | 2分2R終了 判定無し | Krush.143 | 2022年11月26日（土） |